# Vive Henri IV.
Vive Henri IV. (nebo také Vive le roi Henri; známý také jako Le Bon Roi Henri, česky Dobrý král Jindřich) je lidová píseň, oslavující Jindřicha IV., francouzského krále. Melodie byla užívána jako faktická hymna Francie v době restaurace Bourbonů (země tehdy oficiální hymnu neměla). Píseň vznikla okolo roku 1590 a pojednává o prvním bourbonském králi, který ukončil náboženské války ve Francii. Původní text byl několikrát měněn podle aktuální politické situace ve Francii. Vedle původní verze tak existuje i revoluční verze či verze z období restaurace Bourbonů.

## Text
| Francouzsky Vive Henri quatre Vive ce Roi vaillant Ce diable à quatre A le triple talent sbor De boire et de battre Et d'être un vers galant De boire et de battre Et d'être un vers galant Au diable guerres Rancunes et partis Commes nos pères Chantons en vrais amis sbor Au choc des verres Les roses et les lys Au choc des verres Les roses et les lys Chantons l'antienne Qu'on chant'ra dans mille ans Que Dieu maintienne En paix ses descendants sbor Jusqu'à c'e qu'on prenne La lune avec les dents Jusqu'à c'e qu'on prenne La lune avec les dents Vive la France Vive le roi Henri Qu'à Reims on danse En disant comme Paris sbor Vive la France Vive le roi Henri Vive la France Vive le roi Henri |